# Antonio Enríquez Gómez
Antonio Enríquez Gómez, también conocido durante un tiempo como Fernando de Zárate y Castronovo (Cuenca, c. 1601-1602-Sevilla, 19 de marzo de 1663) fue un dramaturgo, narrador y poeta lírico español del Siglo de Oro. En razón de su condena por la Inquisición con acusaciones de criptojudaísmo, como por varios aspectos de su vida y obra, y especialmente por su estancia en Francia, muchos críticos lo incluyen también entre el gran número de escritores sefardíes (es decir, judíos de la comunidad residente en España).

## Biografía
La estirpe de Enríquez Gómez se consideraba judeoconversa según la doctrina social de la época, indiferente al hecho de que la propia ley judía sólo considerase judíos a los hijos de madre judía. Su madre, cristiana vieja, era Isabel Gómez, natural del pueblo de Alcantud cerca de Priego. Su padre, Diego Enríquez Villanueva (1582-1642), natural de Quintanar de la Orden en La Mancha, descendía de uno de los pocos linajes conversos de origen castellano que en el último cuarto del siglo XVI aún seguían prácticas criptojudaicas (las de los denominados "marranos"). Desde 1588, la Inquisición prendió a casi todos los miembros de la familia. Entre los investigados estaban el abuelo paterno del poeta, Francisco de Mora Molina, ejecutado y quemado en Cuenca en 1592, la abuela Leonor Enríquez, condenada a prisión hasta 1600 y más tarde su propio padre, condenado a confiscación de bienes en 1624.
Al igual que su padre, Enríquez Gómez se dedicaría a exportar lanas y paños de Castilla a Francia y ya había recibido alguna educación comercial. Siendo joven, Enríquez Gómez estuvo en Sevilla, en casa de su tío paterno, Antonio Enríquez de Mora, quien en 1619 huirá a Burdeos al ser descubierto su criptojudaísmo por la Inquisición. Al huir su tío a Burdeos, Enríquez Gómez se hizo su representante en Madrid como "mercader de lonja de cosas de Francia". Un año antes, en 1618, se había casado con una cristiana vieja de la región de Burgos, Isabel Alonso Basurto, de la que tuvo tres hijos: Catalina, Diego y Leonor. Fijada su residencia en Madrid, frecuentó el círculo de Lope de Vega, a quien llamó admirado "Adán de la comedia":
En mi tiempo, dejando aparte el Adán de la comedia que fue Lope, hubo muchísimos poetas. Don Antonio de Mendoza, secretario de Apolo, se llevó el Palacio; el doctor Juan Pérez de Montalbán, entre muchas comedias que escribió, puso en las tablas laDe un castigo dos venganzas, con que se vengó de sus émulos; notable ingenio fue éste; don Pedro Calderón por las trazas se llevó el teatro; Villaizán por lo conceptuoso, los ingenios; el doctor Godínez por las sentencias los doctos; Luis Vélez por lo heroico fue eminente (A. Enríquez Gómez, "Prólogo" al poema Sansón Nazareno, Ruan, 1656)
Desde 1632 empezó a escribir piezas para los corrales de comedias. Algunas fueron muy aplaudidas, sobre todo la de El cardenal de Albornoz y las dos de Fernán Méndez Pinto, sobre el famoso aventurero, explorador e historiador portugués, uno de los primeros occidentales en llegar a China, cuya Crónica había sido vertida al español en 1620 por Francisco de Herrera Maldonado. Aún debía estar en Madrid a fines de 1635 porque en la Fama póstuma a la vida y muerte de Lope de Vega de Juan Pérez de Montalbán se insertó un soneto "de Antonio Enríquez, a la muerte feliz del doctor frey Lope Félix de Vega Carpio". 
Pero en 1636 marchó a Francia por la llamada "senda del marrano" cuando la Inquisición empezó a considerarlo sospechoso de criptojudaísmo o, quizá también, según cree Michael McGaha (1990), por haber calumniado al Conde-Duque de Olivares en su ficción lucianesca El Siglo pitagórico y, en particular, por el ataque contenido en su pieza El gran cardenal de España, don Gil de Albornoz. Lo cierto es que en sus negocios trabajaba en estrecha colaboración con las redes europeas de judeoconversos portugueses. Enríquez temía ser involucrado en una persecución inquisitorial contra sus socios, de modo que se refugió en el verano de 1636 en casa de su tío en Burdeos. En Francia publicó varias de sus obras. Se ha dicho repetidamente que Enríquez estuvo algún tiempo entre los miembros de juderías de Ámsterdam, donde es cierto que el teatro español era muy popular, pero este punto es controvertido.
Cuando su tío marchó a recogerse en la judería de Livorno (Italia), su hijo, primo de Antonio, Francisco Luis Enríquez de Mora, que se había quedado en Francia, formó una sociedad comercial con él y juntos se establecieron en 1642 en la ciudad de Ruan para manejar negocios de contrabando entre Francia y España (los dos países se hallaban entonces en guerra). Les sirvió como hombre de paja en Madrid un mercader cristiano viejo y familiar de la Inquisición, Constantino Ortiz de Urbina, quien se había casado con la hija mayor de Enríquez Gómez, Catalina. De este modo, los dos primos extendieron sus negocios con Hispanoamérica para un creciente número de mercaderes franceses y judeoportugueses, así como para socios judíos en Ámsterdam, Hamburgo, Livorno y Recife en el Brasil.
Pero Antonio Enríquez Gómez se sintió preso de una nostalgia fatídica e irrefrenable por volver a España y reverdecer su honra y gloria literarias, lo que al cabo vendría a costarle la vida. A fines de 1649, los primos Enríquez decidieron defraudar los abundantes caudales que sus asociados franceses y judíos habían mandado a Ortiz de Urbina. Abandonaron a sus familias en Ruan, volvieron ambos a España y empezaron nuevas existencias bajo falsos nombres. Francisco Luis se embarcó para el Perú, mientras que Antonio se escondió inicialmente en Granada y en 1651 se estableció en la Sevilla de su juventud, donde vivió bajo la identidad de un hidalgo, don Fernando de Zárate y Castronovo, en concubinato con una joven de Granada, María Felipa de Hoces, y escribió y estrenó comedias bajo su nombre supuesto. Durante doce años logró escapar con esta identidad falsa de la vigilancia de la Inquisición, la cual lo quemó en efigie dos veces, la primera en 1651 en Toledo y la segunda en 1660 en Sevilla, de forma que es posible incluso que el reo haya presenciado su propia ejecución simbólica de incógnito. 
Finalmente, el 21 de septiembre de 1661, las fuerzas del Santo Oficio lograron identificarlo y prenderlo por sorpresa en su casa. Después de confesar su verdadera identidad y haber sido judío clandestino durante su exilio en Francia, Enríquez Gómez murió en la cárcel poco antes del fin de su proceso. A pesar de ello, fue reconciliado en un auto de fe de Sevilla el 14 de junio de 1665. Sus declaraciones llevaron a prisión a su primo en Lima por actuación de la Inquisición de ese virreinato. Hoy en día, un trabajo reciente de Michael McGaha ha postulado, para enredar más las cosas, que Antonio Enríquez Gómez pudo tener incluso una tercera falsa identidad, la del dramaturgo Francisco de Villegas.

### Antigua versión biográfica
La reconstrucción biográfica de Enríquez Gómez, tal como se conoce hoy, se funda en documentos de archivo de los que el hispanista francés I. S. Révah dio cuenta desde 1962, pero solo fueron publicados en 2003. Desmiente muchos elementos de la biografía tradicional de Enríquez Gómez, debida a Adolfo de Castro y otros eruditos españoles del siglo XIX, los cuales afirmaron que Enríquez Gómez se llamaba originalmente Enrique Enríquez de Paz, que era de origen portugués, natural de Segovia, capitán del ejército francés, y que murió judío en Ámsterdam. Esta versión biográfica heredó de una confusión inquisitorial entre el autor y el capitán Enrique de Paz, un portugués quien vivió en Segovia y Bayona de Francia. Ignoraba además Adolfo de Castro que los títulos franceses utilizados por el poeta, el de mayordomo y secretario de Luis XIII y el de caballero de la Orden de San Miguel, no son de carácter militar, sino que se compraban en aquel entonces por dinero. La idea de un período neerlandés en la vida de Enríquez Gómez está fundada en el hecho de que, veinte años después de su muerte, Miguel de Barrios lo incluye en su Relación de los poetas y escritores españoles de la nación judaica amstelodama.

### Religión
Para su tesis de que Enríquez Gómez fue de hecho criptojudío, I. S. Révah se apoyó en la opinión de los judíos sefardíes de Ámsterdam, en la obra manuscrita clandestina del autor, en muchas alusiones de su obra impresa y sobre todo en la amplia documentación de origen inquisitorial.
La Inquisición condujo contra Enríquez Gómez tres procesos, cuyos legajos están perdidos. Révah halló copias de muchas de las delaciones y en especial del testimonio detallado de su primo recogido en el Perú. Según estas fuentes, Enríquez Gómez era desde su período madrileño un adepto de la fe judaica, pero solo de convicción y sin atreverse a realizar ninguna práctica religiosa no católica. En la casa de su tío en Burdeos se guardaban ampliamente los rezos y preceptos de la religión judía. Durante sus tres últimos años en Ruan, casi no participó en el culto católico, celebraba pascuas judaicas en su propio hogar familiar y escribió obras clandestinas en defensa de la religión judaica. Después de regresar a España, volvió a observar el judaísmo "en su corazón" solamente, excepto el ocasional recitado de las tres primeras palabras de la oración judaica Shemá Israel.
Michael McGaha y Herman Salomon han rechazado por poco fidedignas las denuncias y confesiones inquisitoriales de las cuales proceden estas informaciones. Otros críticos aceptan la idea de que Enríquez Gómez se adhirió en secreto al judaísmo durante un período de su vida, pero le atribuyen una motivación interesada, pues buscaba su inserción en las redes comerciales judeoportuguesas.

## Obra

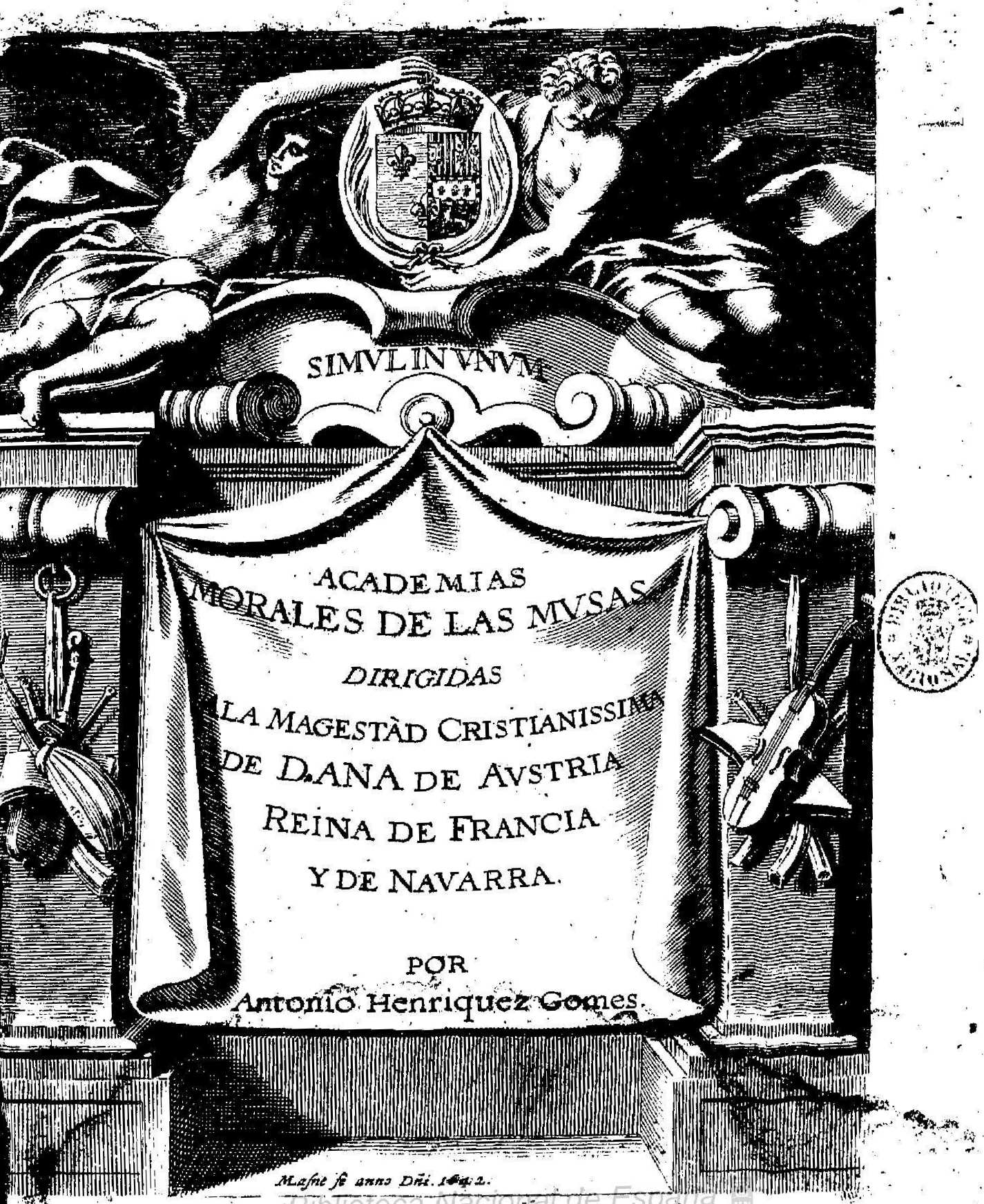
Portada calcográfica de Academias morales de las musas, Burdeos, 1642. Firmado al pie "MLasne fe anno Dn 1642" (ML enlazadas). Biblioteca Nacional de España.

### Poesía
Siendo mercader, Enríquez Gómez fue un autodidacta en las letras, pero hizo versos con tanta facilidad que fue considerado en su tiempo como un "poeta por naturaleza". Parte de sus poesías líricas, de temas amorosos, morales y bíblicos, fueron recogidas en las Academias morales de las Musas (Burdeos, 1642), que incluyen además cuatro obras dramáticas; en muchos de sus poemas resalta con fuerza el tema del exilio y la añoranza del antiguo hogar.

### Comedias
En 1632-1636, Enríquez Gómez produjo comedias para la escena madrileña y llegó a obtener una cierta celebridad; en 1635 incluso contribuyó con un soneto a la Fama póstuma de Juan Pérez de Montalbán en homenaje al recién fallecido Lope de Vega. Como dramaturgo pertenece a la escuela de Pedro Calderón de la Barca. En 1649, enumerando los títulos de sus comedias que había escrito hasta entonces, dijo que "las mías fueron veinte y una" (de hecho olvidó una más). La mayor parte de ellas tratan materias históricas con intrigas novelescas. En las dos partes de Fernán Méndez Pinto cuenta las aventuras de este explorador portugués en la China. En esta última obra se basaba en la Peregrinaçam (Lisboa, 1614) ficticia de este personaje, que convive con los reyes de Tartaria y de China.
Regresó a la actividad de dramaturgo en 1651-1660. Las treinta comedias que firmó con su nombre supuesto de Don Fernando de Zárate son en parte plagios por refundición de obras de otros autores. Muchas obras de este período tratan leyendas de santos, mientras que en su teatro anterior los temas cristianos habían estado casi ausentes. Su Loa sacramental de los siete planetas es claramente calderoniana y se estrenó en Sevilla en 1659. Representa cómo el hombre, pese a las virtudes que le ofrecen los planetas, pierde la Gracia y la recupera al reconocer y confesar sus pecados. La crítica literaria del siglo XIX las juzgaba muy superiores a las comedias de Antonio Enríquez Gómez y excluía la posibilidad de que hubieran sido escritas por el mismo autor.

### Novela y épica
La obra más leída de Enríquez Gómez es El siglo pitagórico y vida de don Gregorio Guadaña (Ruan, 1644). Su estructura está dividida en capítulos en verso y prosa que narran cada uno una vida diferente de un alma que transmigra de un cuerpo a otro. Una de ellas, la más extensa y en prosa, constituye en sí misma una novela picaresca, La vida de don Gregorio Guadaña. Es un puro divertimento estilístico emparentable con el Buscón de Francisco de Quevedo, bien resuelto y sin otra trascendencia; hay algunos esbozos de crítica costumbrista a la sociedad gentil y humor principalmente.
Dos otras obras narrativas pertenecen al mismo género de la alegoría moral con elementos de sátira social. Escribió La culpa del primer peregrino (Ruan, 1644) enteramente en verso, mientras que La torre de Babilonia (Ruan, 1647) mezcla la prosa con diferentes géneros de poesía. Ambas obras narran los infortunios de un hombre natural, llamado Adán o El Peregrino, en medio de una civilización humana pervertida, la cual retrata la sociedad urbana de Madrid.
Sansón Nazareno (Ruan, 1656), un poema épico culto al estilo del Ariosto, está dedicado a las hazanas bélicas del héroe bíblico Sansón. A este último precede un importante prólogo autobiográfico que contiene un catálogo de sus obras.

### Tratados políticos
En su tratado Luis dado de Dios (París, 1645) y en su diálogo Política angélica (Ruan, 1647), Enríquez Gómez da resúmenes de la doctrina política francesa que se orienta hacia el absolutismo. Contra las ideas entonces aceptadas en España, así como contra sus intereses, el autor defiende el derecho divino de los reyes, la superioridad de éstos sobre el clero, la licitud de hacer alianzas militares con los protestantes y de disimular la presencia de herejes clandestinos (como los criptojudíos) en el reino; finalmente apoya incluso el derecho de parte de los nobles portugueses a rebelarse contra Felipe IV.
En una Segunda parte de la Política angélica, impresa clandestinamente, Enríquez Gómez también ataca los usos de la Inquisición española y la vigilancia de los conversos en las sociedades hispanas. Por demanda de la embajada portuguesa en París, la obra fue prohibida y las copias destruidas excepto una, sorprendente y oportunamente hallada y publicada por Révah en 1962.

### Obras clandestinas
Según los testimonios inquisitoriales, Enríquez  Gómez escribió durante su exilio francés varias obras para su difusión manuscrita entre los criptojudíos. Entre estos escritos clandestinos, perdidos por la mayor parte, estaba el poema épico Israel sobre Tubal, que profetizaba el futuro dominio del mesías judaico en España. Aún se conserva en copia manuscrita un ciclo de Sonetos sobre los antiguos Patriarcas del Viejo Testamento, la sátira Inquisición de Lucifer y visita de todos los diablos, y finalmente un largo Romance celebrando el martirio del estudiante don Lope de Vera, prosélito del judaísmo, quemado por la Inquisición de Valladolid en 1644. Esta obra, la única en la que Enríquez Gómez afirma sin autocensura sus creencias judías, contiene una polémica teológica contra el cristianismo, una confesión de fe en la ley mosaica y una profecía apocalíptica sobre el mesías que esperaba. El poema fue publicado por Timothy Oelman en 1986.

## Ideas
Aunque la cuestión del criptojudaísmo de Enríquez Gómez quede bastante clara, es patente la heterodoxia de muchas de sus ideas. Se han querido explicar las contradicciones de su vida y obra por un supuesto sincretismo judeocristiano o por una actitud de indiferencia. En efecto, Enríquez Gómez expresa muchas veces en su obra la creencia racionalista de que el alma humana adquiere su inmortalidad por el ejercicio de las virtudes intelectuales y prácticas, no por los dogmas o ritos de alguna determinada religión.
Con una insistencia que fue valiente para su época, Enríquez Gómez condena la actividad de la Inquisición y expresa su rechazo a cualquier violencia cometida “con capa de religión”. Aunque el Estado debe controlar el culto público, no tiene según él derecho a forzar al alma humana a escoger el camino para su salvación; para guiar las creencias íntimas, sólo la enseñanza es lícita.
Su ética políticosocial estricta caracteriza muchas de sus obras. Enríquez Gómez expresa indignación en contra del ministro que ejerce poderes dictatoriales, el terrateniente feudal que explota a sus campesinos, el malsín que denuncia a inocentes a los tribunales, el conquistador que saquea pacíficas poblaciones, el pirata que toma navíos comerciales, e incluso los humanos que al comer la carne de los animales cobran vidas para mantener la suya.
En sus comedias también presenta con apertura de espíritu el odio interétnico entre cristianos y musulmanes o las conquistas de los hispanos, ya sean portugueses en China o españoles en México. Muy original es Las misas de San Vicente Ferrer, 1661, obra que rompía moldes y que se distanciaba de las comedias místicas para hacer un auténtico retrato de los celos en un argumento muy similar al de Otelo de William Shakespeare. El protagonista, el moro Muley, se enamora de una europea y tras sufrir mil penalidades, es salvado de la muerte por Don Bartolomé de Aguilar, personaje descastado y universalista opuesto a su criado Soleta, étnicamente consciente. Ya en España, Muley se enamora de Francisca, mujer de Don Bartolomé, logrando con engaños sus bajos deseos. Enloquecida por el deshonroso embarazo, la dama se suicida tras asesinar a Muley. Seis meses después de firmar el manuscrito de esta obra, Enríquez fue procesado por la Inquisición de Sevilla. 
No puede considerarse que «la pieza es un robo intelectual» de El mayor prodigio (Madrid, 1634) del valenciano Francisco Redón, como afirma García Moya (Diario de Valencia, 15-04-2001), porque en el teatro del Siglo de Oro español era frecuente reutilizar argumentos y hacer versiones sobre las mismas historias. Aunque el argumento y los nombres de los protagonistas (Francisca Ferrer, Bartolomé de Aguilar, el criado Soleta, etc.) sean los mismos, existen otras diferencias sustanciales: la obra de Francisco Redón es un «drama novelado» de 248 páginas, mientras que la obra de Enríquez Gómez es una comedia basada en dicho drama.